# Susanne Reichlin
Susanne Reichlin (* 1976) ist eine Schweizer Germanistin.

## Leben
Susanne Reichlin studierte von 1997 bis 2003 Germanistik, Philosophie und Volkswirtschaft an der Universität Zürich. Nach der Promotion 2007 in Zürich und der Habilitation 2013 ebenda war sie von 2012 bis 2018 Professorin für Germanistische Mediävistik mit einem Schwerpunkt auf der Texttheorie an der LMU München. Seit 2018 hat sie den Lehrstuhl für Deutsche Literatur des Spätmittelalters und der Frühen Neuzeit bis 1700 mit einem Schwerpunkt auf der Texttheorie an der LMU München inne.
Ihre Forschungsschwerpunkte sind Novellistik und Kleinepik, Minnesang, Kreuzzugslyrik und -epik, Marienleben und Marienlyrik, literarische Ökonomien, Medialität und Texttheorie in historischer Perspektive und Zeit und Erzählen in historisch-narratologischer Perspektive.